# Бугульда
Бугульда или Бугульдинка — река в России, протекает в Республике Татарстан. Впадает в реку Зай в 63 км от её устья. Длина реки составляет 13 км, площадь водосборного бассейна 31 км².

## Данные водного реестра
По данным государственного водного реестра России относится к Камскому бассейновому округу, водохозяйственный участок реки — Кама от Нижнекамского гидроузла и до устья, без реки Вятка, речной подбассейн реки — бассейны притоков Камы до впадения Белой. Речной бассейн реки — Кама.